# Andreas Hedlund
Andreas Hedlund (ur. 17 listopada 1973 w Skellefteå), znany także jako Vintersorg i Mr. V – szwedzki wokalista, instrumentalista, kompozytor, autor tekstów oraz producent muzyczny znany z członkostwa w zespołach z gatunku black metalu, folk metalu, viking metalu czy metalu progresywnego oraz innych. Przez większą część swojej kariery był członkiem kilku zespołów równocześnie.

## Życiorys

### Początki
Kariera Andreasa, później znanego jako Vintersorg, rozpoczęła się od deathmetalowego zespołu Masticator oraz black metalowego zespołu Cosmic Death. Oba zespoły istniały bardzo krótko i nagrały tylko mało znane dema.
W 1994 roku, po rozpadzie tych zespołów Andreas postanowił wykorzystać pomysł mieszania różnych elementów black metalu, takich jak blast beats, drżące gitarowe riffy, chrypiący wokal z elementami folku oraz czystym śpiewem. Nowy zespół został nazwany Vargatron. Zespół istniał do lata 1996, po czym został rozwiązany z braku zainteresowania niektórych członków kontynuowaniem projektu. Wkrótce zespół został powołany na nowo przez Andreasa jako Vintersorg ("Zimowy smutek" lub Depresja zimowa), zespół istnieje do tego pory, współpracuje z wytwórnią Napalm Records i przeszedł do tej pory wiele zmian stylistycznych.
Jeszcze w czasach Vargatron równolegle został utworzony latem 1995 inny zespół składający się z Vintersorga (wokal, gitara), Stefana Strömberga (perkusja), Mattiasa Marklunda (gitara) niejako z resztek blackmetalowego zespołu Blackburning Evening, gdzie ci trzej grali razem. Znużeni piosenkami granymi w Blackburning Evening zdecydowali się utworzyć Otyg, by oddać hołd swoim korzeniom i grać melodyjny folk metal bogaty w wiele elementów kultury skandynawskiej. W końcu spotkali się ze skrzypaczką i wokalistką nazwiskiem Cia Hedmark i Danielem Fredrikssonem, grającym na basie, flecie ("willow flute"), skrzypcach i lutni. Stworzyli 3 dema i w końcu podpisali kontrakt z Napalm Records. Wytwórnia ta od tej pory zajęła się wydawaniem płyt Otyg. Po pierwszym albumie Stefan i Samuel Norberg, który grał na drumli opuścili zespół. Stefana zastąpił na perkusji w 2002 Fredrik Nilsson, a drumlę przejął Daniel. Również w 2002 roku zespół został zawieszony, gdyż Andreas i Mattias jak sami twierdzą "stracili inspirację".

### Nowe milenium
Gdy nadszedł rok 2000 Andreas przystąpił do nowego gothic metalowego zespołu Havayoth, utworzonego przez Marcusa "Vargher" E. Normana z Ancient Wisdom, Bewitched, Naglfar i Throne of Ahaz oraz Morgana Hanssona z Naglfar. Vintersorg śpiewał tam na albumie His Creation Reversed wydanym w roku 2000, po czym opuścił zespół. Havayoth działa do dziś bez niego.

### Starzy znajomi
Po odejściu ICS Vortex, wokalisty Borknagar, zespół ten zaczął poszukiwania nowego. Ponieważ Vintersorg był znajomym lidera Borknagar Øysteina G. Bruna ten poprosił go o zastąpienie starego wokalisty na nadchodzącym albumie Empiricism. Andreas przystąpił do zespołu w 2001 i do tej pory jest jego wokalistą, nagrywając trzy płyty z wytwórnią Century Media Records oraz występując na żywo.
W 2002 Benny Hägglund długoletni przyjaciel Andreasa i perkusista koncertowy zespołu Vintersorg zaczął pracować nad projektem, który połączyłby melodyjność i agresję w bardzo energetyczną mieszankę. Poprosił Andreasa o współuczestnictwo i tak zrodził się Fission. Z Bennym jako pałkarzem, gitarzystą i basistą oraz Mr. V jako wokalistą i człowiekiem mającym znaczny wpływ na muzykę zespołu poprzez swoje eksperymenty z melodią i muzyką elektroniczną, grupa nagrała w 2004 album Crater, wydany przez Napalm Records.

### Obecnie
Jesienią 2004 Vintersorg znów wziął się do pracy. Muzyka, którą zaczął tworzyć w wolnym czasie była bardziej osobista, emocjonalna, w stylu rocka progresywnego i symfonicznego, raczej przypominającego lata 70. i Uriah Heep niż nowoczesny metal. Ostatecznie powstał jednoosobowy zespół, początkowo nazwany „Waterfield, a obecnie Waterclime. Wytwórnia Lion Music wydała 20 stycznia 2006 album tej kapeli nazwany The Astral Factor.
Jako długoletni przyjaciele Øystein G. Brun i Mr. V postanowili sformować nową grupę muzyczną. Pomysł zrodził się jeszcze w 2000 roku, jednak, dopiero gdy Andreas dołączył do zespołu Borknagar całość zaczęła nabierać realnych kształtów. Na początku nowo powołana kapela nazywała się "Ion", jednak ostatecznie przyjęła nazwę Cronian. Połączona wizja dwóch oryginalnych muzyków zrodziła wykraczającą poza schematy muzykę przywołującą obraz wielkich arktycznych krajobrazów, czy lodowców. 27 marca 2006 roku Century Media Records wydała pierwszy i jedyny do tej pory album Terra.

## Dyskografia
| - Demo Demo (1991) - Crimson Nightgate Demo (1997) - Bergtagen demo (1995) - I Trollskogens Drömmande Mörker demo (1996) - Galdersång till Bergfadern demo (1997) - Älvefärd (1998) - Sagovindars Boning (1999) - Hedniskhjärtad EP (1998) - Till Fjälls (1998) - Ödemarkens Son (1999) - Cosmic Genesis (2000) - Visions from the Spiral Generator (2002) - The Focusing Blur (2004) - Solens Rötter (2007) | - His Creation Reversed (2000) - Empiricism (2001) - Epic (2004) - Origin (2006) - Crater (2004) - Pain Parade (2008) - The Astral Factor (2006) - Imaginative (2007) - Terra (2006) - Enterprise (2008) |